# Фелисьен, Пердита
Пердита Фелисьен (англ. Perdita Felicien, род. 29 августа 1980) — канадская легкоатлетка, специализирующаяся на беге с барьерами.

## Биография
Тренером Фелисьен был Гари Уинкер. Она начала соревноваться на университетском уровне и включалась во всеамериканские сборные, а также установила рекорд NCAA по бегу на 100 м с барьерами среди новичков. Уже в следующем году она стала лучшей бегуньей с барьерами по итогам всего сезона NCAA, а также стала первой спортсменкой из Иллинойса, выигравшей национальный чемпионат как в закрытых помещениях, так и на воздухе. За свои достижения она была названа спортсменом года университета Иллинойс и спортсменкой года по версии тренеров легкоатлетов.
В 2003 году она выиграла второй национальный титул в беге на 100 м с барьерами и завоевала множество почётных титулов. На Чемпионате мира по лёгкой атлетике в Париже она завоевала золотую медаль. За это достижение она была названа спортсменкой года в Канаде.
В марте 2004 года на чемпионате мира в закрытых помещениях она была сильнее Гейл Диверс в беге на 60 м с барьерами, установив новый мировой рекорд. На летних Олимпийских играх в Афинах она считалась одной из главных претенденток на золото, однако в финале не справилась с первым барьером.